# ای‌بی ماهی طلایی

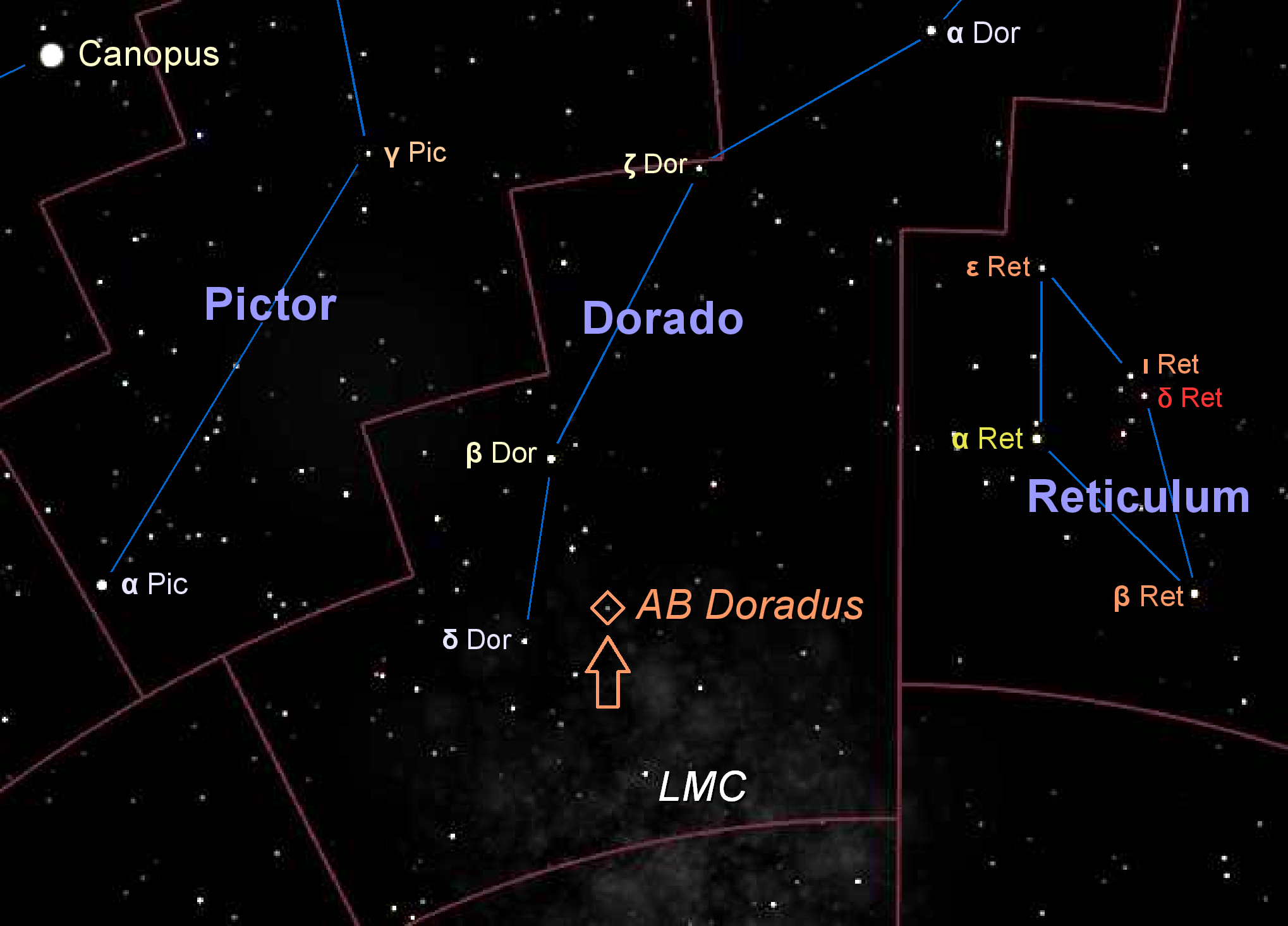
محل‌وموقعیت ای‌بی ماهی طلایی (پیکان نارنجی)

ای‌بی ماهی طلایی یک ستاره است که در صورت فلکی ماهی زرین قرار دارد.